# 박지수 (농구 선수)
박지수(朴智修, 1998년 12월 6일~)는 대한민국의 농구 선수이다. 포지션은 센터로, 현재 WKBL 청주 KB 스타즈와 대한민국 여자 농구 국가대표팀 소속으로 뛰고 있다. 이전에는 전미 여자 농구 협회(WNBA) 라스베이거스 에이시즈 소속으로 뛰었다.

## 초기
농구 선수 출신 아버지 박상관과 배구 선수 출신 어머니 이수경 사이에서 태어났다.
1남 1녀 가운데 막내로, 오빠는 2017-2018 한국프로배구 신인드래프트에서 2라운드 1순위 현대캐피탈에 지명을 받은 박준혁이다.
키 196cm이며 이는 200cm인 아버지 박상관보다 조금 작은 키이다.

## 내력

### 학창 시절
부모님의 권유로 화서초등학교 3학년 농구를 시작하였다. 이후 청솔중학교와 분당경영고로 진학하였다.
고등학교 시절부터 팀의 대들보로 활약하였다. 고등학교때부터 이미 한국여자농구의 대들보이자 10년을 이끌어갈 재목이란 찬사를 받았다.

### 청주 KB 스타즈
'박지수 드래프트'라 불린 2016-2017 신인드래프트에서 전체 1순위로 청주 KB 스타즈에 입단하였다. 시즌 초반에는 부상으로 인해 많은 시즌을 뛰지 못하였지만, 초중반부터 팀에 합류하여 신인들중 압도적인 모습을 보이며, 신인상을 수상하였다.
2019 WKBL 플레이오프 챔피언 결정전에서는 3경기 평균 25득점, 12리바운드, 1.7블록을 기록하며 청주 KB 스타즈의 창단 후 첫 WKBL 우승에 기여하였다. 경기 종료 후 만장일치로 챔피언 결정전 MVP를 수상하였는데, 이는 최연소 챔피언 결정전 MVP이자 통합 MVP 수상 기록이다.

### WNBA
2018년 4월 12일에 열린 WNBA 드래프트에서 2라운드 5순위(전체 17순위)로 미네소타 링크스에 지명된 후 바로 라스베이거스 에이시즈로 트레이드되었다.
2019년 5월 5일 시작되는 소속팀 라스베이거스 에이시즈의 트레이닝 캠프 합류를 위하여 5월 1일, 미국으로 출국하였다.

## 국가대표팀 경력
고교 1학년이던 2014년 처음 성인 국가대표팀에 선발되었다. 이후 남북 단일팀으로 참가한 2018년 아시안 게임 농구 여자 대회에서 은메달을 획득하였다.

## 기록

### WKBL
| † | WKBL 챔피언 결정전 우승을 차지한 시즌을 가리킨다. |
|   | 리그 1위 기록                                     |

| 시즌    | 팀             | G   | MPG   | 2P%  | 3P%  | FT%  | RPG   | APG  | SPG  | BPG  | PPG   |
| ------- | -------------- | --- | ----- | ---- | ---- | ---- | ----- | ---- | ---- | ---- | ----- |
| 2016-17 | 청주 KB 스타즈 | 22  | 28:29 | 55.3 | 0.0  | 56.0 | 10.27 | 2.77 | 0.64 | 2.23 | 10.41 |
| 2017-18 | 청주 KB 스타즈 | 35  | 35:09 | 50.0 | 0.0  | 74.5 | 12.98 | 3.29 | 1.43 | 2.51 | 14.23 |
| 2018-19 | 청주 KB 스타즈 | 35  | 33:37 | 48.4 | 0.0  | 69.6 | 11.11 | 3.03 | 1.29 | 1.74 | 13.06 |
| 2019-20 | 청주 KB 스타즈 | 21  | 32:33 | 48.2 | 33.3 | 76.9 | 11.00 | 4.29 | 1.38 | 2.33 | 13.76 |
| 2020-21 | 청주 KB 스타즈 | 30  | 33:57 | 58.3 | 18.8 | 70.6 | 15.23 | 4.00 | 0.73 | 2.50 | 22.33 |
| 경력    | 경력           | 143 |       |      |      |      |       |      |      |      |       |

## 경력 사항
- 2013 제10회 FIBA U19 세계여자농구선수권대회 국가대표

## 수상

### 국가대표팀
- 2018년 아시안 게임 농구 여자 –  은메달

### WKBL
- WKBL 챔피언: 2019
- 2× WKBL 정규리그 MVP: 2019, 2021
- WKBL 챔피언 결정전 MVP: 2019
- 4× WKBL 베스트 5: 2018, 2019, 2020, 2021
- WKBL 득점상: 2021
- WKBL 야투상: 2021
- 3× WKBL 우수수비선수상: 2018, 2019, 2020
- 3× WKBL 윤덕주상: 2018, 2019, 2021
- 4× WKBL 리바운드상: 2018, 2019, 2020, 2021
- 4× WKBL 블록상: 2018, 2019, 2020, 2021
- WKBL 신인선수상: 2017
- WKBL 올스타전 MVP: 2020

### 기타
- 2013년 대한민국 여성체육대상 꿈나무상[4]
- 5× 올해의 농구인상: 2012, 2015, 2016, 2017, 2019

## 에피소드
- 드래프트 순위 추첨식에서 1순위에 뽑힌 청주 KB 스타즈 안덕수 감독이 환호성을 지를 정도로 박지수에 대한 기대감이 매우 컸으며, 지명당일 박지수 이름이 새겨진 유니폼을 들고 오기도 하였다.

## 출연
- 《노는 언니》 12회 (E채널, 2020년 10월 20일)